# شان کالری
شان کالری(به انگلیسی: Sean Callery) (زاده ۱۹۶۴، هارتفورد) آهنگ‌ساز فیلم و سریال اهل آمریکا می‌باشد. او به خاطر ساخت موسیقی هر ۸ فصل سریال ۲۴ و سریال میهن مشهور است.